# Jean Baptiste Bassand
Jean Baptiste Bassand (Baume-les-Dames, 1680-Wenen, 30 november 1742) was een Frans arts, die furore maakte als militair arts en als hofarts aan het huis Habsburg verbonden was.
Bassand studeerde geneeskunde in Besançon en Parijs en verkreeg zijn artsentitel aan de Schola Medica Salernitana in Salerno, de oudste Europese medische school. Aanvankelijk werd hij militair arts in het koninklijke leger in Italië, waarna hij in 1714 werd aangesteld als hoofdarts van het Habsburgse leger dat onder leiding van prins Eugenius van Savoye streed tegen het Ottomaanse Rijk. Vanaf 1724 was hij de lijfarts van prins Frans Eugenius. Nadat hij in 1728 Frans Eugenius had genezen van een ernstige koorts gepaard gaand met een voor pokken kenmerkende uitslag, werd hij op voorspraak van Leopold van Lotharingen in de adelstand verheven. In 1729 werd Bassand aangesteld als hofarts van keizer Karel VI. Nadat Bassand ook keizer Karel VI van pokken genas, werd hij op 27 oktober 1730 door de toenmalige hertog van Lotharingen, de latere keizer Frans I Stefan, benoemd tot baron.
Bassand was in de leer geweest bij Herman Boerhaave en onderhield na zijn studie schriftelijk contact met hem. Hij werd als hofarts van het hof Habsburg opgevolgd door een andere leerling van Boerhaave, de Nederlander Gerard van Swieten.